# Kenneth May
Kenneth O. May (Portland, 8 luglio 1915 – Toronto, 1º dicembre 1977) è stato un matematico statunitense.
Completò il dottorato in matematica presso l'Università della California con la tesi "On The Mathematical Theory of Employment".
Completati gli studi entrò presso la facoltà del College Carleton in Northfield, Minnesota,
come consulente della "Cowles Commission for Research in Economics" ed iniziò delle ricerche sulla teoria della scelta sociale. Più avanti i suoi interessi si spostarono all'educazione matematica, alla storia della matematica e all'information retrieval.
Tra le sue maggiori scoperte vi è il Teorema di May.

## Biografia
La biografia del matematico può essere letta in:
Charles V. Jones, Philip C. Enros e Henry S. Tropp in "Kenneth O. May, 1915-1977. His Early Life to 1946".

## Opere
- May, Kenneth O., Probabilities of Certain Election Results,  Bulletin of the American Mathematical Society 53:9 (Set 1947), 919
- May, Kenneth O., Variation of the Probability of Unfair Election Results, Bulletin of the American Mathematical Society 54:3 (Mar 1948), 288
- May, Kenneth O., Probabilities of Certain Election Results, American Mathematical Monthly 55:4 (Apr 1948), 203–209
- May, Kenneth O., The Frequency of Election Victories Without Pluralities, American Philosophical Society Yearbook 1958, 342–344
- May, Kenneth O., recensione di "Social Choice and Individual Values" di Kenneth J. Arrow, Science and Society 16:2 (1952), 181
- May, Kenneth O., A Set of Independent Necessary and Sufficient Conditions for Simple Majority Decision, Econometrica 20:4 (1952), 680–684
- May, Kenneth O., Note on the Complete Independence of Conditions for Simple Majority Decision,  Bulletin of the American Mathematical Society 59:1 (Gen 1953), 70–71
- May, Kenneth O., A Note on the Complete Independence of Conditions for Simple Majority Decision, Econometrica 21:1 (1953), 172–173
- May, Kenneth O., The Intransitivity of Individual Preferences,  Econometrica 21:3 (1953), 476
- May, Kenneth O., Intransitivity, utility, and the aggregation of preference patterns, Econometrica 22:1 (1954), 1-13
- May, Kenneth O., recensione di "Individual Choice Behavior, a Theoretical Analysis" di R. D. Luce,  Bulletin of the American Mathematical Society 66:4 (Lug 1960), 259–260
- May, Kenneth O., recensione di "Stability in Voting" di Michael Dummet e Robin Farquharson in Mathematical Reviews 24:6B (Dic 1962), 408 \#2495